# Hjartdal
Hjartdal és un municipi situat al comtat de Telemark, Noruega. Té 1.613 habitants (2016) i la seva superfície és de 791,23 km². El centre administratiu del municipi és el poble de Sauland.